# Communauté de communes de Sélestat
La Communauté de communes de Sélestat est une communauté de communes située dans le département du Bas-Rhin et la région Grand Est qui regroupe 12 communes pour une population de 36 028 habitants.

## Histoire
La communauté de communes de Sélestat a été créée le 28 décembre 1995 par arrêté préfectoral. Elle succède au SIVOM de Sélestat créé en 1969.

### EPCI limitrophes

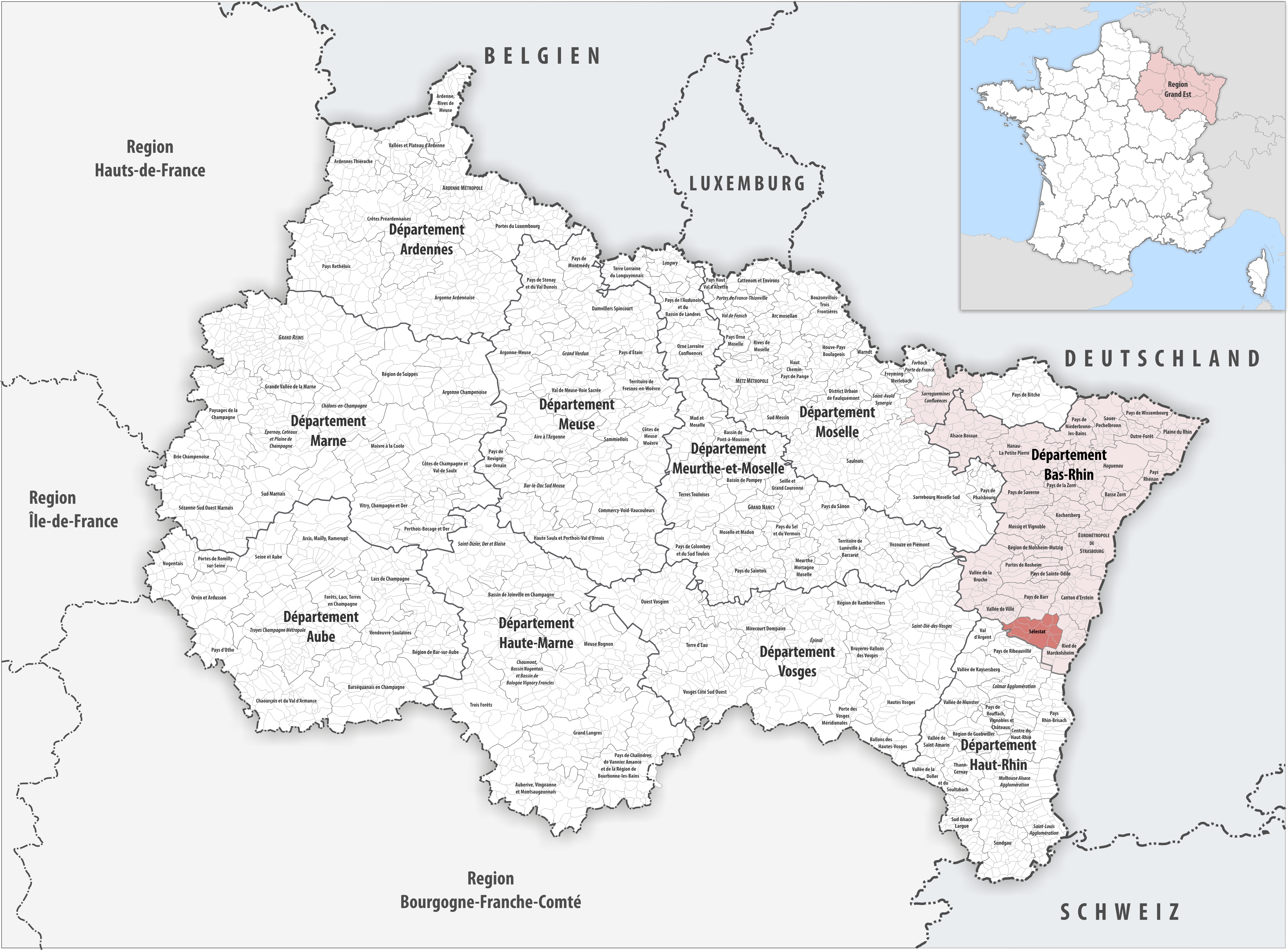
La communauté de communes de Sélestat au sein du Grand Est.

## Territoire communautaire

### Composition
La communauté de communes est composée des 12 communes suivantes :

| Nom              | Code Insee | Gentilé           | Superficie (km2) | Population (dernière pop. légale) | Densité (hab./km2) |
| ---------------- | ---------- | ----------------- | ---------------- | --------------------------------- | ------------------ |
| Sélestat (siège) | 67462      | Sélestadiens      | 44,4             | 19 523 (2022)                     | 440                |
| Baldenheim       | 67019      | Baldenheimois     | 9,44             | 1 229 (2022)                      | 130                |
| Châtenois        | 67073      | Castinétains      | 14,57            | 4 265 (2022)                      | 293                |
| Dieffenthal      | 67094      | Dieffenthalois    | 1,51             | 267 (2022)                        | 177                |
| Ebersheim        | 67115      | Ebersheimois      | 13,66            | 2 295 (2022)                      | 168                |
| Ebersmunster     | 67116      | Ebersmonastériens | 7,39             | 571 (2022)                        | 77                 |
| Kintzheim        | 67239      | Kintzheimiens     | 18,78            | 1 691 (2022)                      | 90                 |
| Mussig           | 67310      | Mussigeois        | 11,73            | 1 124 (2022)                      | 96                 |
| Muttersholtz     | 67311      | Muttersholtzois   | 12,67            | 2 288 (2022)                      | 181                |
| Orschwiller      | 67362      | Orschwillerois    | 6,32             | 627 (2022)                        | 99                 |
| Scherwiller      | 67445      | Scherwillerois    | 18,08            | 3 121 (2022)                      | 173                |
| La Vancelle      | 67505      | Vancellois        | 7,88             | 403 (2022)                        | 51                 |

### Démographie
| 1968   | 1975   | 1982   | 1990   | 1999   | 2010   | 2015   | 2021   |
| ------ | ------ | ------ | ------ | ------ | ------ | ------ | ------ |
| 27 118 | 28 310 | 28 505 | 29 047 | 31 809 | 35 987 | 36 524 | 37 052 |

## Administration

### Siège
Le siège de la communauté de communes est situé à Sélestat, 15 boulevard du Maréchal-Leclerc.

### Tendances politiques
| Commune      | Maire               | Étiquette | Étiquette |
| ------------ | ------------------- | --------- | --------- |
| Baldenheim   | Virginie Muhr       |           | SE        |
| Châtenois    | Luc Adoneth         |           | Agir      |
| Dieffenthal  | Charles Andrea      |           | DVD       |
| Ebersheim    | Michel Wira         |           | DVD       |
| Ebersmunster | Sylvie Hirtz        |           | DVD       |
| Kintzheim    | Christian Schleifer |           | SE        |
| Mussig       | Philippe Wotling    |           | SE        |
| Muttersholtz | Patrick Barbier     |           | LÉ        |
| Orschwiller  | Claude Risch        |           | DVD       |
| Scherwiller  | Olivier Sohler      |           | DVD       |
| Sélestat     | Marcel Bauer        |           | LR        |
| La Vancelle  | Michèle Claver      |           | DVD       |

### Conseil communautaire
Les 47 conseillers titulaires (et 4 suppléants) sont ainsi répartis selon le droit commun comme suit : 
| Nombre de délégués | Communes                      |
| ------------------ | ----------------------------- |
| 21                 | Sélestat                      |
| 6                  | Châtenois                     |
| 4                  | Scherwiller                   |
| 3                  | Ebersheim, Muttersholtz       |
| 2                  | Baldenheim, Kintzheim, Mussig |
| 1 (+1 suppléant)   | Les quatre autres communes    |

### Élus
La communauté de communes est administrée par son conseil communautaire constitué en 2020 de 47 conseillers communautaires, qui sont des conseillers municipaux représentant chacune des communes membres.
À la suite des élections municipales de 2020 dans le Bas-Rhin, le conseil communautaire du 9 juillet 2020 a élu son président, Olivier Sohler, maire de Scherwiller, ainsi que ses  14 vice-présidents. Depuis cette date, la liste des vice-présidents est la suivante :
|     | Attributions                                                                                | Identité                | Qualité                                  |
| --- | ------------------------------------------------------------------------------------------- | ----------------------- | ---------------------------------------- |
| 1er | Mutualisation, GEMAPI, relations avec le SDEA et président de la CAO                        | Charles Andrea          | Maire de Dieffenthal                     |
| 2e  | Tourisme, commerce et artisanat, pilotage de l'ORT                                          | Robert Engel            | Conseiller municipal délégué de Sélestat |
| 3e  | Équipements sportifs                                                                        | Sylvie Hirtz            | Maire d'Ebersmunster                     |
| 4e  | Mobilité, transition énergétique et relations avec le PETR                                  | Patrick Barbier         | Maire de Muttersholtz                    |
| 5e  | Pistes cyclables et gens du voyage                                                          | Patrick Delsart         | Conseiller municipal de Châtenois        |
| 6e  | Culture et médiathèque                                                                      | Virgine Muhr            | Maire de Baldenheim                      |
| 7e  | Finances et relations avec le SDIS                                                          | Jean-Claude Schlatter   | Premier adjoint au maire d'Ebersheim     |
| 8e  | Développement économique                                                                    | Claude Schaller         | Adjoint au maire de Sélestat             |
| 9e  | Petite enfance, enfance et jeunesse                                                         | Christine Wolfersperger | Conseillère municipale de Kintzheim      |
| 10e | Ressources humaines, relations administration-élus et relations avec la Maison de la Nature | Philippe Wotling        | Maire de Mussig                          |
| 11e | Habitat                                                                                     | Stéphane Romy           | Conseiller municipal de Sélestat         |
| 12e | Patrimoine                                                                                  | Patrick Keller          | Premier adjoint au maire de La Vancelle  |
| 13e | Suivi des grands chantiers et travaux neufs                                                 | Olivier Moris           | Adjoint au maire d'Orschwiller           |
| 14e | Réseau câblé, fibre, réseaux et communication                                               | Denis Digel             | Conseiller municipal de Sélestat         |

Ensemble, ils forment le bureau communautaire pour la période 2020-2026.

### Liste des présidents
| Période                                  | Période                      | Identité        | Étiquette       | Qualité |
| ---------------------------------------- | ---------------------------- | --------------- | --------------- | --- |
| 1969                                     | 1983                         | Maurice Kubler  | RI puis UDF-PR  | Maire de Sélestat (1965 → 1983) |
| 1983                                     | 1989                         | Eugène Griesmar | RPR             | Premier adjoint au maire de Sélestat |
| 1989                                     | 1995                         | Gilbert Estève  | PS              | Maire de Sélestat (1989 → 1996) Conseiller général de Sélestat (1988 → 1996) Conseiller régional d'Alsace (1986 → 1996)                    |
| Le SIVOM devient Communauté de communes. |                              |                 |                 | |
| 1995                                     | 1996                         | Gilbert Estève  | PS              | Maire de Sélestat (1989 → 1996) Conseiller général de Sélestat (1988 → 1996) Conseiller régional d'Alsace (1986 → 1996) Décédé en fonction |
| 1996                                     | 2001                         | Pierre Giersch  | PS              | Maire de Sélestat (1996 → 2001) |
| 2001                                     | 2020                         | Marcel Bauer    | RPR puis UMP-LR | Maire de Sélestat (2001 → ) Conseiller général de Sélestat (1998 → 2015) Conseiller départemental de Sélestat (2015 → 2021)                |
| 2020                                     | En cours (au 9 juillet 2020) | Olivier Sohler  | DVD             | Maire de Scherwiller (2014 → ) |

### Compétences
L'intercommunalité exerce les compétences qui lui ont été transférées par les communes membres, dans les conditions définies par le code général des collectivités territoriales.

## Transports
La communauté de communes est devenue autorité organisatrice de la mobilité (AOM).
À la demande d'Alsace Nature, la justice arrête les travaux du contournement de Châtenois. La collectivité européenne d'Alsace fait appel de ce jugement, les travaux étant presque achevés. Les élus et les habitants font part de leur incompréhension, eu égard à la pollution générée par les bouchons et aux sommes investies dans le projet,,. La justice propose une médiation aux deux parties. Faisant référence au sunk cost fallacy (« biais cognitif des coûts irrécupérables »), l'association refuse dans un premier temps la médiation, expliquant que l’« argent dépensé [...] relève de la responsabilité de ceux qui ont lancé les travaux », pour finalement l'accepter.

### Impact énergétique et climatique

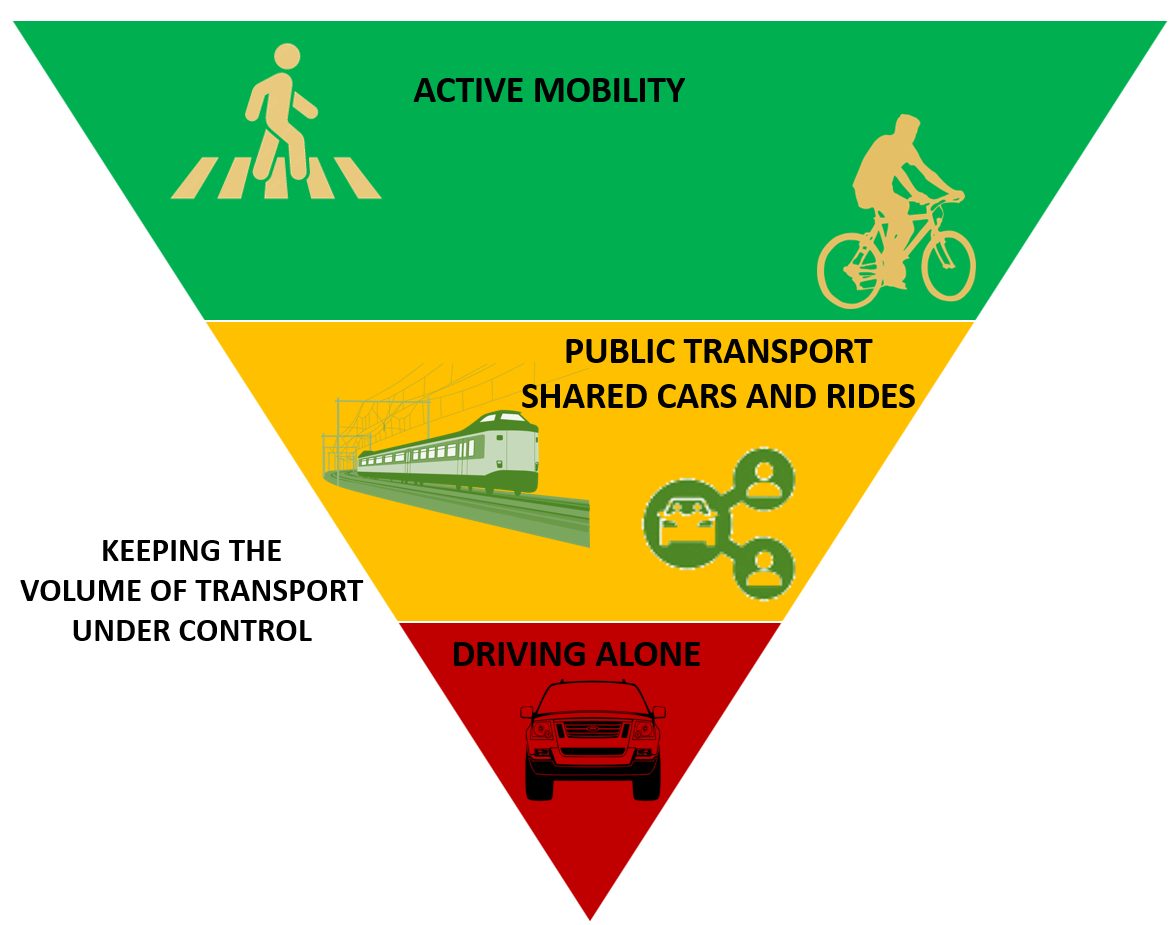
Pyramide de la mobilité, proposée par le projet européen Share North.

| -                              | Transports routiers | Autres transports |
| ------------------------------ | ------------------- | ----------------- |
| Carburant (GWh)                | 331                 | 0                 |
| Électricité (GWh)              | 0                   | 7                 |
| Gaz à effet de serre (ktéqCO2) | 84                  | 0                 |

## Environnement

### Déchets
Une décharge est implantée à Châtenois, au lieu-dit Zollhausmatten.

### Énergie et climat
Dans le cadre du schéma régional d'aménagement, de développement durable et d'égalité des territoires (SRADDET) du Grand Est, ATMO Grand Est tient à jour les statistiques énergétiques  des établissements publics de coopération intercommunale de la collectivité européenne d'Alsace sous forme de diagramme de flux.
L'énergie finale annuelle, consommée en 2020, est exprimée en gigawatts-heures,.
| -                          | GWh |
| -------------------------- | --- |
| Électricité                | 258 |
| Carburants ou combustibles | 735 |
| Chaleur primaire           | 30  |

L'énergie produite en 2020 est également exprimée en gigawatts-heures.
| -                          | GWh |
| -------------------------- | --- |
| Électricité                | 7   |
| Carburants ou combustibles | 109 |
| Chaleur primaire           | 26  |

Les gaz à effet de serre sont exprimés en kilotonnes équivalent CO2.
| -                     | ktéqCO2 |
| --------------------- | ------- |
| Liées à l'énergie     | 164     |
| Non liées à l'énergie | 46      |